# Augustin Olomoucký
August Olomoucký též Augustin Moravský, Olomúcký nebo Käsenbrot (1467 – 3. listopad 1513 Olomouc), český humanista a spisovatel, sběratel umění.

## Život
V letech 1492–1495 studoval v Itálii v Padově, kde získal doktorát. Po návratu z ciziny se v roce 1496 stal písařem české královské kanceláře v Budíně. Roku 1497 se stal kanovníkem v Brně a o rok později (1498) proboštem kapituly v Olomouci. Roku 1506 se stal královským sekretářem. Roku 1510 odešel z královských služeb a věnoval se sběratelské činnosti. Pověstná byla jeho sbírka knih a mincí. V Olomouci bydlel v domě, který stál v dnešní Ostružnické ulici na místě domů č. p. 21 a 23. Celý život bojoval proti Jednotě bratrské, jako kacířskému učení.
Písemně polemizoval s členem Jednoty bratrské Janem Černým-Nigerem.

## Dílo
- Dialogus in defensionem poeties
- Tabulae coelestium motuum Joh. Blanhini
- Catalogus episcoporum Olomucensium
- Antilogion Guarini et Poggii de praestantia Scipionis Africani et C. Julii Caesaris – Spor dvou italských vzdělanců zda je významnější Gaius Iulius Caesar nebo Scipio Mladší.
- Tractatus de secta Valdensium

## Edice
- Augustini Olomucensis Dialogus in defensionem poeties. Ed. K. Svoboda. Praha 1948. Česky Augustin Olomoucký, Obrana básnictví 1492. Ed. Jana Nechutová. Brno, Blok 1987.
- Tractatus de secta Valdensium. Edd. Jana Nechutová - Magda Rösslerová. In: Sborník prací filozofické fakulty brněnské univerzity E 30. Brno 1985, s. 133-147.